# Manuel Moreno López
Manuel Moreno López (Sevilla, 3 de febrero de 1815-Madrid, 22 de noviembre de 1868) fue un político español.

## Biografía
Estudió Derecho en su Sevilla natal y, al concluir los estudios, se trasladó a Madrid, donde se distinguió como periodista, llegando a ocupar la dirección los rotativos “El Tiempo” y de “El Parlamento”. De 1846 a 1867 fue Diputado a Cortes, llegando a ser Embajador en los Países Bajos, y, posteriormente, director general de Contabilidad, subsecretario de la Gobernación, y consejero Real y de Estado. En 1863, en el gabinete que presidió Miraflores ocupó el Ministerio de Hacienda, para, sin solución de continuidad, asumir en el mismo Gobierno la cartera de Fomento; con carácter interino llegó a estar al frente del Ministerio de Ultramar.